# ریچارد وایکوف
ریچارد دمیل وایکوف (انگلیسی: Richard Wyckoff; ۲ نوامبر ۱۸۷۳ – ۷ مارس ۱۹۳۴) یک سرمایه‌گذار آمریکایی در بازار سهام، و بنیان‌گذار و سردبیر مجله وال استریت (که آن را در سال ۱۹۰۷ تأسیس کرد) بود. او همچنین سردبیر تکنیک بازار سهام بود.

## تحقیق و آموزش
وایکوف روشهای خود را در تحلیل تکنیکال بازارهای مالی (مطالعه نمودارهایی که حرکت قیمت سهام و سایر داده‌ها را نشان می‌دهد) مورد اجرا قرار داد. او چنان ثروتش را افزایش داد که در نهایت نه هکتار و نیم و یک عمارت در مجاورت املاک همپتونز رئیس جنرال موتورز آلفرد اسلون در گریت نک نیویورک داشت.
با ثروتمندتر شدن وایکوف، نسبت به تجربه مردم در ارتباط با وال استریت نیز علاقه‌مند شد. او توجه و اشتیاق خود را به آموزش، تدریس، و انتشار آثاری مانند «فروشگاه‌های سطلی و نحوه اجتناب از آنها» معطوف کرد که از سال ۱۹۲۲ در روزنامه ساندی ایونینگ پست نیویورک منتشر شد.

## زندگی شخصی
وایکوف سه بار ازدواج کرد: اول در سال ۱۸۹۲ با السی سویدام. دومین بار با Cecelia G. Shear و سومین بار آلما ویس.

## مرگ
بر اساس گزارش روزنامه بروکلین دیلی ایگل (منتشر شده دوشنبه ۱۲ مارس ۱۹۳۴)، وایکوف در ۷ مارس ۱۹۳۴ در ساکرامنتو، کالیفرنیا درگذشت. جسد او به کلیسایی در بروکلین نیویورک منتقل شد.